# Al-Hashemi-II
Al-Hashemi-II é o maior dhow já construído e um dos maiores navios de madeira do mundo hoje em dia. Situa-se ao lado do Radisson Blu Hotel na cidade de Kuwait, em Kuwait.

## Desenvolvimento e design
Al-Hashemi-II foi encomendado por Husain Marafie. O planeamento começou em 1985, e a construção propriamente dita começou em 1997. O navio custou mais de 30 milhões de dólares para ser construído.
Usado para reuniões e eventos e anunciado como o "maior dhow já construído", é um dos maiores navios de madeira do mundo. Nunca esteve em água, embora tenha sido construído utilizando calafetagem tradicional e outros métodos de construção de impermeabilização. Tem um comprimento de 83,75 metros, com feixe de 18.5 metros.

## Recorde do Guinness
Foi inscrito no Guinness Book of World Records como o maior dhow de madeira já construído, aparecendo no Guinness World Records de 2002 com a legenda "DHOW INCRÍVEL!" e categorizado como "Navios, o maior dhow árabe".